# Archidiocèse de Tanger
L'archidiocèse de Tanger, au Maroc, issu du Diocèse du Maroc créé en 1469, a été érigé canoniquement le 14 novembre 1956 par le pape Pie XII. Il avait d'abord été érigé en préfecture apostolique le 28 novembre 1630 puis en vicariat apostolique le 14 avril 1908. Il est directement sous l'autorité du Saint-Siège.
Le siège de l'archidiocèse se trouve à la cathédrale Notre-Dame-de-l'Assomption de Tanger. Il est vacant depuis la démission de Santiago Agrelo Martínez OFM en mai 2019.
Ce diocèse a une superficie totale de 28 000 km². Il n'y aurait officiellement que 2 510 fidèles catholiques dans la région de Tanger, soit 0,1 % de la population totale, mais ce nombre est largement sous-évalué à cause des migrations depuis une dizaine d'années, ainsi que des conversions clandestines. Ils étaient 113 000 ou 14,9 % en 1950, ne desservant alors que la population d'origine européenne avant la décolonisation. Aujourd'hui douze prêtres portent leur ministère dans cinq paroisses et il y a plus d'une centaine de religieuses et religieux.

## Ordinaires

### Évêques du Maroc (1468-1570)
- 1468-1491 : Nunius Álvarez, OSB
- 1491-1500 : Diego de Ortiz de Vilhegas
- 1500-1508 : João Lobo
- 1523-1542 : Nicolas Pedro Mendez
- 1542-1552 : Gonçalo Pinheiro
- 1557-1570 : Francisco Cuaresma, OFM

### Évêques du MarocIn-partibus
- 18.. - 1847 : Marie-Nicolas-Silvestre Guillon (1759-1847), évêque in-partibus

### Évêques de Ceuta et Tanger (1570-1630)
- 1570-1576 : Francisco Cuaresma
- 1576-1583 : Manuel de Seabra
- 1577-1585 : Manuel de Ciabra
- 1585-1598 : Diego Corrêa de Souza
- 1598-1600 : Héctor de Valladares Sotomayor
- 1601-1602 : Jerónimo de Gouvea, OFM
- 1603-1613 : Agostinho Ribeiro

### Préfets apostoliques du Maroc (1630-1949)
- 1630-1632 : Antonio de Aguilar
- 1632-1649 : Gonçalvo da Silva

### Vicaires apostoliques du Maroc (1908-1956)
- 1908-1926 : Francisco María Cervera y Cervera, OFM
- 1926-1948 : José María Betanzos y Hormaechevarría, OFM
- 1948-1956 : Francisco Aldegunde Dorrego, OFM

### Archevêques de Tanger (depuis 1956)
- 1956-1973 : Francisco Aldegunde Dorrego, OFM
- 1973-1982 : Carlos Amigo Vallejo, OFM
- 1983-2005 : José Antonio Peteiro Freire, OFM
- 2005-2007 : vacant (José Seijas Torres, OFM, administrateur apostolique)
- 2007-2019 : Santiago Agrelo Martínez OFM
- 2019-2023 : vacant (Cristóbal López Romero, SDB, administrateur apostolique)
- 2023- : Emilio Rocha Grande OFM